# Virtual XI
Virtual XI (izgovor: Virtual Eleven) jedanaesti je studijski album britanskog heavy metal-sastava Iron Maiden. Diskografska kuća EMI objavila ga je 23. ožujka 1998. Drugi je i posljednji album na kojem je sudjelovao pjevač Blaze Bayley te posljednji album na kojem je sastav nastupao kao kvintet.

## O albumu
Naziv Virtual XI povezan je s dvama izvanglazbenim događajima: objavom računalne videoigre Ed Hunter na kojoj je radila sama skupina i činjenicom da će se Svjetsko prvenstvo u nogometu održati u lipnju tada tekuće 1998. godine. Steve Harris, basist sastava, objašnjava: "Pretpostavljamo da su nam naši obožavatelji uglavnom slični i da dijelimo manje-više iste interesa, pa smo pomislili: '[Ova godina,] '98, godina je Svjetskog prvenstva u nogometu. Uključimo nogomet u novi album.' Već smo u to vrijeme radili i na računalnoj igri, pa smo pomislili: 'Pa, uvedimo i taj element u cijelu stvar.'" Prije objave albuma sastav je organizirao promidžbenu turneju na kojoj je širom Europe održavao nogometne utakmice s "gostujućim glazbenicima i profesionalnim nogometašima iz Ujedinjenog Kraljevstva."
Iako je većina ilustracija u knjižici albuma preuzeta iz videoigre Ed Hunter, naslovnicu za Virtual XI izradio je Melvyn Grant. Prema Grantovim riječima skupina je od njega izvorno zatražila da nacrta nešto povezano s virtualnom stvarnošću, no potom mu je sugerirala da izmijeni naslovnicu i na nju doda nogometnu utakmicu jer je odlučila povezati objavu albuma sa Svjetskim prvenstvom u nogometu. To je također bio prvi album grupe na kojem se nalazio novi alternativni logotip, iz kojeg su uklonjeni produženi nastavci slova "R", "M", i "N". Taj se novi logotip pojavio na svim budućim studijskim albumima, koncertnim albumima (s iznimkom Flighta 666 i Maiden Englanda '88) i singlovima do albuma The Final Frontier. The Book of Souls, šesnaesti studijski album skupine, na naslovnici sadrži izvorni logotip.
Premda je na prethodnim albumima sve klavijaturističke dionice svirao Michael Kenney, Harrisov tehničar bas-gitare, na ovom je albumu dio klavijaturističkih dionica odsvirao sam Harris.
Kao što je bio slučaj s prethodnom svjetskom turnejom, nekoliko je koncerata u SAD-u tijekom turneje Virtual XI World Tour otkazano jer je Bayley imao problema s glasom iako je službeni razlog za otkazivanje koncerata bio taj da je Bayley patio od ozbiljne alergijske reakcije na pelud.
Virtual XI drugi je i posljednji studijski album sastava na kojem pjeva Blaze Bayley. U veljači 1999. članovi Iron Maidena zamolili su Bayleyja da napusti skupinu i najavili su da će joj se Bruce Dickinson i Adrian Smith, koji su poimence napustili grupu 1993. i 1990., ponovno priključiti.

## Pjesme
Bayley je izjavio da je Virtual XI sa stilskog gledišta "optimističniji album [u usporedbi s prethodnikom] jer smo preživjeli 'X-Factour'... Bili smo sastav i, osjećao sam to, kretali smo se svojim putem." Prema Harrisovim riječima pjesma "Futureal", čiji je tekst napisao Bayley, govori "o zatočenosti u virtualnoj stvarnosti"; opisao ju je kao "prilično izravnu rokersku pjesmu, ali sviranu u stilu Maidena." Pjesma je objavljena kao drugi singl grupe; menadžer sastava Rod Smallwood jednom je prilikom izjavio da se "pomalo posvađao sa Steveom" jer je želio da umjesto pjesme "The Angel and the Gambler" kao glavni singl bude objavljena "Futureal", no na kraju je "Steve donio konačnu odluku." Prema Harrisovim riječima "The Angel and the Gambler" "govori o tim dvama likovima, jednom čovjeku koji je na neki način bitanga i iznimno neodgovoran te anđelu koji je poslan na Zemlju kako bi ga pokušao popraviti – no to mu ne polazi za rukom."
"Lightning Strikes Twice" prema Harrisu je primjer "pjesme s porukom 'nikad ne reci nikad'... Vrlo je pozitivna i nadobudna pjesma koju možete tumačiti na mnogo različitih načina." "The Clansman" je nadahnuta filmom Hrabro srce; Harris je izjavio da govori "o tome kakav je osjećaj pripadati u zajednicu koju potpomažeš i jačaš, a poslije se moraš boriti kako bi spriječio da ti je [drugi] oduzmu." Govoreći o pjesmi "When Two Worlds Collide", Harris je komentirao: "Mislim da je Blaze u stihovima pokušao pisati o različitim vrstama svjetova u kojima je živio i možda o tome kako se njegov svijet trebao izmijeniti i prilagoditi svijetu u kojem je bio pjevač Iron Maidena." "The Educated Fool" prema Harrisu govori o "starenju i o tome kako svi očekuju da ćeš biti mudriji, ali nekako što bivaš starijim i što više znaš, imaš sve manje odgovora za bilo što." "Don't Look to the Eyes of a Stranger" nadahnuta je Harrisovim zapaženjem kao roditelja da "svaki stranac predstavlja moguću opasnost", a "Como Estais Amigos" napisana je u počast vojnicima obiju zaraćenih strana u Falklandskome ratu.
Nakon što se Bruce Dickinson ponovno priključio sastavu, Iron Maiden nastavio je svirati pjesme "Futureal" i "The Clansman". Iako je "Futureal" svirana uživo samo tijekom 1999., "The Clansman" se pojavljivala na koncertnim listama pjesama sve do 2003. Koncertne inačice obiju pjesama s Dickinsonom mogu se poimence pronaći na singlu "The Wicker Man" i koncertnome albumu Rock in Rio, a ista je koncertna verzija "The Clansmana" naknadno objavljena na kompilaciji From Fear to Eternity iz 2011.
Blaze Bayley snimio je samostalne inačice pjesama "Futureal" i "When Two Worlds Collide", a pojavile su se na njegovu koncertnom albumu As Live as It Gets.
Pjevačica Brandy preuzela je dio pjesme "The Clansman" i uvrstila ga u pjesmu "I Tried".

## Recenzije
Virtual XI dobio je mješovite recenzije glazbenih kritičara. AllMusic komentirao je da "na prvi pogled ništa u vezi s albumom nije naročito pogrešno jer pruža sve žestoke rifove i demonski horor s najboljih albuma [skupine]. Problem je u tome što dionice, rifovi i pjesme nisu pamtljive, a glazba i produkcija lišene su energije. Zbog toga zvuči beživotno svima osim najposvećenijim obožavateljima." AllMusic također je izjavio kako je Blaze Bayley "sposoban, ali bezličan pjevač."
Sputnikmusic napisao je pozitivniju recenziju albuma; tvrdi da "sadrži nekoliko dragulja kao što su 'Futureal', 'The Clansman' i 'Como Estais Amigos'", ali da se "često ponavlja i da je za slušanje [albuma] potrebno mnogo strpljenja."

## Popis pjesama
| 1.    | »Futureal«                             | Steve Harris, Blaze Bayley | 2:55 |
| 2.    | »The Angel and the Gambler«            | Harris                     | 9:53 |
| 3.    | »Lightning Strikes Twice«              | Dave Murray, Harris        | 4:50 |
| 4.    | »The Clansman«                         | Harris                     | 9:00 |
| 5.    | »When Two Worlds Collide«              | Murray, Bayley, Harris     | 6:17 |
| 6.    | »The Educated Fool«                    | Harris                     | 6:45 |
| 7.    | »Don't Look to the Eyes of a Stranger« | Harris                     | 8:04 |
| 8.    | »Como Estais Amigos«                   | Janick Gers, Bayley        | 5:30 |
| 53:14 |                                        |                            |      |

## Osoblje
| Iron Maiden - Steve Harris – klavijature (na pjesmama 2, 4 i 7), bas-gitara, produkcija, miksanje - Blaze Bayley – vokali - Dave Murray – gitara - Janick Gers – gitara - Nicko McBrain – bubnjevi Dodatni glazbenici - Michael "Count" Kenney – klavijature (na pjesmama 1, 3, 5, 6 i 8) | Ostalo osoblje - Simon Fowler – fotografija - George Chin – fotografija - Ross Halfin – fotografija - Melvyn Grant – naslovnica - Nigel Green – inženjer zvuka, miksanje, produkcija - Simon Heyworth – mastering - Les Lambert – tehničar |